# Диваков, Владимир Иванович
Владимир Иванович Дивако́в (род. 14 июня 1937, Москва) — протопресвитер Русской православной церкви, благочинный Центрального благочиния города Москвы, секретарь Епархиального совета Московской городской епархии, секретарь Патриарха Московского и всея Руси по городу Москве, настоятель храма Большое Вознесение у Никитских ворот города Москвы.
День тезоименитства: 15/28 июля.

## Биография
Родился 14 июня 1937 года в Москве в православной семье. Первым храмом, в котором он был крещён и позднее проходил алтарное послушание, был храм Петра и Павла в Лефортове.
Окончил три курса Электромеханического техникума в Москве. В 1956 году поступил на второй курс Московской духовной семинарии. Во время обучения начал служить иподиаконом в Богоявленском соборе в Елохове у митрополита Крутицкого и Коломенского Николая (Ярушевича) и архиепископа Леонида (Полякова). В 1960 году по благословению патриарха Московского и всея Руси Алексия I поступил в Московскую духовную академию (МДА).
18 ноября 1962 года хиротонисан во диакона, а 19 декабря 1963 года патриархом Алексием I — во пресвитера.
Окончил МДА в 1964 году со степенью кандидата богословия.
С апреля 1964 года служил в храме святых апостолов Петра и Павла в Лефортове.
В марте 1967 года перемещён в храм святителя Николая в Хамовниках. Его стараниями был возвращён участок вокруг храма, а церковная ограда перенесена на первоначальное место. Фасад храма был отреставрирован, восстановлены старинные фрески, до этого скрытые под более поздней росписью, сделаны были и новые росписи.
10 декабря 1979 года служил в церкви преподобного Пимена Великого в Новых Воротниках, где также занимался благоукрашением храма и расширением его земельных владений.
23 октября 1987 года назначен настоятелем храма Живоначальной Троицы на Пятницком кладбище, где наладил хозяйственную жизнь прихода.
В 1988 года избран в Епархиальный совет Москвы, а в 1991 году стал его секретарём.
С 1990 года — благочинный Северного округа города Москвы. С 1991 года — благочинный Центрального округа, заведующий канцелярией Московской патриархии.
В 1997 года патриархом удостоен права служения Божественной литургии с отвёрстыми Царскими вратами до «Отче наш».
В 2006 году стал лауреатом премии «Человек года» в номинации «Религия» за вклад в духовное возрождение России.
10 декабря 2008 года решением Священного синода включён в состав комиссии по подготовке Поместного собора Русской православной церкви, прошедшего с 27 по 28 января 2009 года, в связи с чем участвовал в его работе.
27 мая 2009 года решением Священного синода включён в состав новообразованной наградной комиссии при Патриархе Московском и всея Руси.
С 2009 года — секретарь Патриарха Московского и всея Руси по городу Москве.
15 апреля 2012 года патриархом Кириллом был награждён Патриаршим наперсным крестом.
22 октября 2015 года патриархом Кириллом был включён в список членов оргкомитета Архиерейского собора 2016 года.
24 мая 2017 года, в день памяти святых равноапостольных Мефодия и Кирилла, учителей Словенских, патриархом Кириллом на Божественной литургии в кафедральном соборном храме Христа Спасителя за малым входом во внимание к усердным трудам на благо Святой Церкви и в связи с 80-летием со дня рождения возведён в сан протопресвитера.

## Публикации
- У врат Наина [об исцелении умершего] // Журнал Московской Патриархии. 1972. — № 11. — С. 37.
- Первое заседание нового Епархиального совета Москвы // Журнал Московской Патриархии. 1999. — № 4. — С. 14-16.
- Поехали, Лавру открывают // Журнал Московской Патриархии. 2021. — № 4 (953). — С. 83-84.

## Семья
- Дочь Мария
- Сын — Николай Диваков, протоиерей

## Награды
Богослужебные
- набедренник (1963)
- камилавка (1964)
- наперсный крест (1965)
- палица
- крест с украшениями
- митра
- права служения Божественной литургии с отверстыми Царскими вратами до «Отче наш» (1997)
- патриарший крест (15 апреля 2012)
- сан протопресвитера (24 мая 2017)
- право ношения второго креста с украшениями (12 июня 2022)[7]

Церковные
- Орден святого благоверного князя Даниила Московского II ст.
- Орден преподобного Сергия Радонежского II—III ст.
- Орден святого преподобного Серафима Саровского II ст.
- Орден святого равноапостольного великого князя Владимира III ст.
- Орден святителя Иннокентия, митрополита Московского и Коломенского II ст.

Светские
- Орден Почёта (11 августа 2000 года) — за большой вклад в укрепление гражданского мира и возрождение духовно-нравственных традиций[8].
- Орден Дружбы (28 декабря 1995 года) — за заслуги перед государством, успехи, достигнутые в реализации комплексной программы строительства, реконструкции в реставрации исторических и культурных объектов города Москвы[9].